# المدعي العام مصاص دماء
المدعي العام مصاص دماء هو مسلسل كوري جنوبي من بطولة يون جونغ هون، إي وون جونغ ولي يانغ أه. صدر الموسم الأول على قناة أو سي إن في الفترة من 2 أكتوبر حتى 18 ديسمبر 2011 والموسم الثاني من 9 سبتمبر حتى 18 نوفمبر 2012.

## روابط خارجية
المدعي العام مصاص دماء على موقع IMDb (الإنجليزية)
- المدعي العام مصاص دماء على موقع كينوبويسك (الروسية)
- المدعي العام مصاص دماء على موقع ألو سيني (الفرنسية)
- المدعي العام مصاص دماء على موقع قاعدة بيانات الفيلم (الإنجليزية)